# بورونیا
بورونیا (نام علمی: Boronia) نام یک سرده از خانواده سدابیان است.